# ناجية الورغي
ناجية الورغي ممثلة تونسية من أهم نساء المسرح التونسي والعربي. بدأت مشوارها المسرحي في عام 1969 مع فرقة مسرح مدينة الكاف. تزوجت من الفنان نور الدين الورغي وأسست معه فرقة «مسرح الأرض». في رصيدها أكثر من خمسين مسرحية أهمها: خيرة-يا أمة ضحكت... وشاركت في عدة أعمال سينمائية منها: صمت القصور-باب العرش-شريط تلفزي: ريح الفرنان. كما عملت في بعض المسلسلات التونسية، وأشهر دور لديها في الدراما شخصية «تبر» في مسلسل «بين الثنايا»، ومن المسلسلات الآخرى التي عملت فيها: من أجل عيون كاترين-عنبر الليل-شرع الحب-نواصي وعتب.

## أعمالها

### المسرحيات
- خيرة
- يا أمة ضحكت

### المسلسلات
- 1999: عنبر الليل
- 2005: شرع الحب
- 2006: نواصي وعتب
- 2008: بين الثنايا، دور: تبر
- 2012: من أجل عيون كاترين

### الأفلام
- 1994: صمت القصور
- 1997: ريح الفرنان (شريط تلفزي)
- 2004: باب العرش

## روابط خارجية
- ناجية الورغي على موقع IMDb (الإنجليزية)
- ناجية الورغي على موقع قاعدة بيانات الأفلام العربية
- ناجية الورغي على موقع ألو سيني (الفرنسية)
- ناجية الورغي على موقع أول موفي (الإنجليزية)
- ناجية الورغي على موقع قاعدة بيانات الفيلم (الإنجليزية)
- ناجية الورغي على موقع كينوبويسك (الروسية)